# Nebe

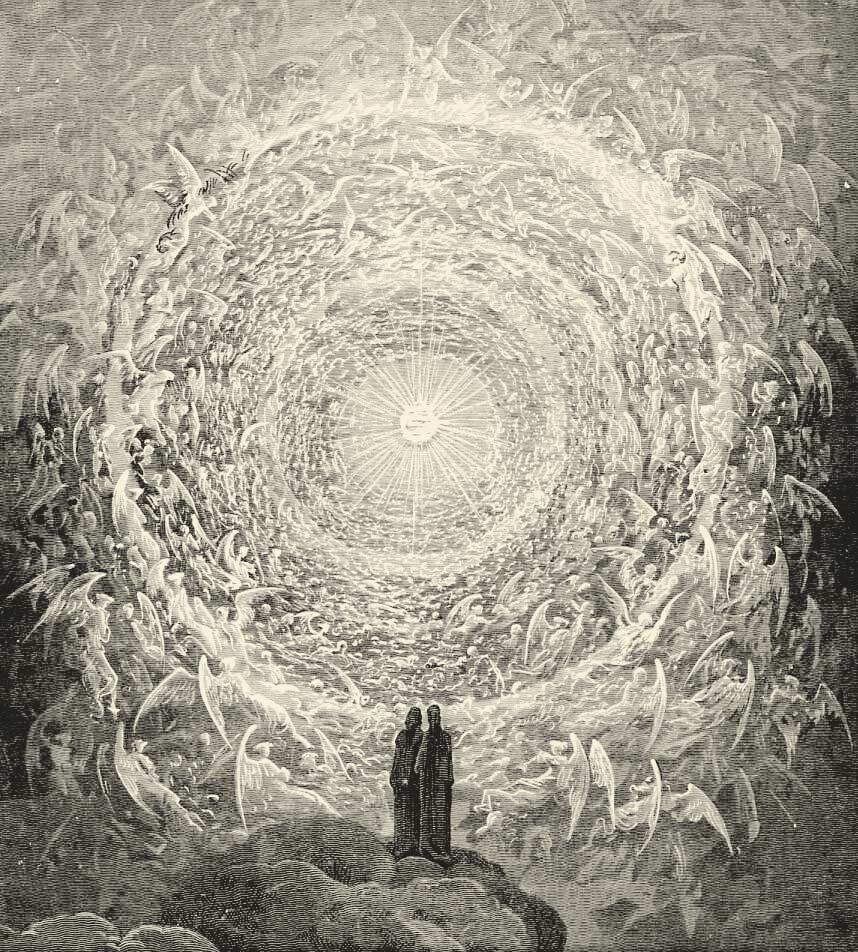
Dante a Beatrice čekají před vstupem do nebe; ilustrace Gustava Doré k Božské komedii

Jako nebe, nebesa či firmament se označuje místo či stav blaženosti mimo tento svět, kde podle některých náboženství dlí Bůh, nadpřirozené bytosti (andělé), případně i duše lidí, kteří do nebe budou přijati. Nebe se obvykle umísťuje nahoře, nad oblohu. V Novém zákoně se píše o Ježíšově nebeském království, kam budou lidé vzkříšeni po konci světa. V Apoštolském vyznání víry je uvedeno vzkříšení celých lidí, tedy s duší i tělem.
Opakem nebe je peklo, místo zavržení a utrpení.
Bible však slovem nebe označuje i vše, co je nad zemí, a jeho stvořením celá začíná:
| „                     | Na počátku stvořil Bůh nebe a zemi. | “ |
| — Gn 1, 1 (Kral, ČEP) |                                     |   |

Nebe je někdy, především v křesťanském kontextu, označováno jako firmament. Toto slovo vychází z latinského firmamentum „pevný, tvrdý (objekt)”, které je kalkem z řeckého steréōma (στερέωμᾰ) stejného významu. To je zase překladem hebrejského ráqía (רָקִ֫יעַ), pravděpodobně ve významu „rozloha, plocha“, či specifičtěji něco co vzniká natáhnutím (jako stan) nebo vytepáním (jako kovový plech). V syrštině však totéž slovo znamená „učinit pevným, učinit tvrdým“, což vedlo k mylnému překladu.

## Pevné nebe
Ráqia v judaismu tvoří bariéru mezi „vodami dole“, tedy pozemskými, a „vodami nahoře“, tedy vodou v oblacích, létají v ní ptáci a pohybují se v ní nebeská tělesa. O přesné povaze jejího materiálu se vedou diskuse. Biblista Paul H. Seely se domnívá, že víra v pevné nebe je všeobecná, naopak biblista Gregory Bale myšlenku, že tato představa je univerzální, zpochybňuje. Poukazuje na to, že například často uváděný babylónský mýtus o vzniku nebes z těla Tiamat nehovoří o tom, že nebesa byla nutně pevná – Tiamat totiž zosobňovala moře. Taktéž poukazuje na fakt, že nebeská tělesa se pohybují různou rychlostí, což činí víru v to, že jsou uložena v pevné látce, nepravděpodobnou. Spíše než jako pevná tak byla nebesa chápána jako rozprostřená, jak ukazuje hebrejská etymologie. Biblista Paul Kissling poukazuje na to, že Bible používá poetický, nikoliv doslovný jazyk, a slovo ráqía je zkrátka jedním z výrazů pro nebesa, jinak označovaná jako šamajim, a není nijak přesně specifikována povaha tohoto nebe.
Představa o široké rozšířenosti motivu pevného nebe se do akademické prostředí dostala díky práci asyrologa Petera Jensena, který v roce 1890 na základě kosmogonického babylónského textu Enúma Eliš zabýval stvořením Himmelswölbung „nebeské klenby“. Tato klenba měla být pevná či kovová a v duchu panbabylonismu se předpokládalo že k Židům se dostal tento motiv z Mezopotámie. V roce 1975 však asyrolog Wilfred G. Lambert došel k závěru, že v originálních textech motiv nebeské klenby, natož pevné nebeské klenby, chybí.
Podle Tomáše Akvinského lze slovo ráqía, respektive firmament, vykládat dvěma způsoby. Může se buď jednat o hvězdná nebesa, o jejichž povaze se přou filosofové. Podle některých, jako byl Empedoklés, se skládají ze všech čtyř živlů v harmonickém souladu; podle Platóna z ohně, a podle Aristotela z pátého živlu: éteru. Nebo se může jednat o nebe, kde se tvoří oblaka a které vyniká pevností a hustotou svého ovzduší. Existovali také učenci, kteří považovali vody nad nebesy za pevné, například svatý Jeroným nebo Beda Ctihodný. Druhá skupina učenců, během středověku významnější, tvrdila, že jsou tekuté. Zahrnovala například svatého Ambrože, Jana z Damašku nebo Alexandra z Halesu. V případě, že se hovořilo o nadnebeských vodách jako o „křišťálových“, naráželo se spíše na jejich průzračnost a určitou neměnnost, nikoliv na jejich tvrdost.
Historik vědy Edward Grant upozornil též na to, že když středověcí autoři hovoří o pevnosti nebes, nemusejí mít nutně na mysli i jejich tvrdost či neprostupnost. V duchu Aristotelova myšlení dokonce nejde mluvit o materiálu nebes jako o tvrdém či naopak kapalném, protože takové vlastnosti existují pouze u pozemských věcí.